# One Kennedy Square
El One Kennedy Square es un edificio de 10 pisos ubicado en el costado soroccidental del Campus Martius Park en Detroit, Míchigan. Lo bordean la Griswold Street y las venidas Míchigan Avenue y la Woodward. Se encuentra en el sitio donde se levantó hasta 1961 el Ayuntamiento de Detroit. Está ocupado por la firma de contabilidad Ernst & Young.

## Descripción
Se encuentra  en el 777 Woodward Avenue en el Downtown, encima de un estacionamiento subterráneo municipal de 460 plazas, renovado por L.S. Brinker Company. Su construcción comenzó en 2005 y terminó en 2006. El edificio tiene 13 pisos en total, incluidos tres sótanos.
Fue diseñado en el estilo arquitectónico moderno.Su fachada tiene un revestimiento de vidrio translúcido teñido de verde esmeralda. Esto resalta la importancia del color en la arquitectura en medio de la otra incursión moderna del Campus Martiu, pues se suma al topacio dorado del Compuware World Headquarters y al granito del 1001 Woodward. One Kennedy Square ofrece un telón de fondo único, iluminando una nueva dimensión para el Monumento a los soldados y marinos de Míchigan.
El arquitecto es S. Kenneth Neumann de Neumann / Smith & Associates, el desarrollador es Redico y el gerente de construcción es Spencer Dailey, Inc.
El One Kennedy Square se encuenmtra en la zona norte del Distrito Financiero, cerca de otros inmuebles notables como The Qube, el First National Building, el 1001 Woodward, el Chrysler House, el Penobscot y la Torre Cadillac.